# ديفيد برانسون
ديفيد برانسون (بالإنجليزية: David Branson)‏ هو مخرج أسترالي، ولد في 1 فبراير 1963، وتوفي في 11 ديسمبر 2001 بسبب حادث مرور.